# Yakawlang (distrikt)
Yakawlang (persiska: یکاولنگ) är ett distrikt i Afghanistan. Det ligger i provinsen Bamiyan, i den centrala delen av landet, cirka 200 kilometer väster om huvudstaden Kabul. Administrativ huvudort är Yakawlang.
NSIA (National Statistics and Information Authority) listar (2022) Yakawlang som delat i ett ordinarie distrikt kallat Yakawlang, med cirka 71 000 invånare, och ett provisorisk distrikt Yakawlang 2 (یکاولنگ ۲), med cirka 31 000 invånare.